# Фриссон
Фриссон (с фр. frisson: [fʁisɔ̃] — «озноб»; также эстетический озноб, психогенная дрожь) — психофизиологическая реакция на вознаграждающие стимулы (включая музыку, фильмы, истории, людей, фотографии и ритуалы), которая часто вызывает приятное или иным образом положительно оцениваемое аффективное состояние и преходящую парестезию (покалывание кожи или озноб), иногда вместе с пилоэрекцией (мурашками) и мидриазом (расширением зрачков). Обычно это ощущение возникает как лёгкая или умеренно приятная эмоциональная реакция на музыку с покалыванием кожи; пилоэрекция и расширение зрачков не обязательно происходят во всех случаях.
Психологический (то есть ощущение удовольствия) и физиологический (например, парестезия, пилоэрекция и расширение зрачков) компоненты этой реакции обусловлены системой вознаграждения и симпатической нервной системой соответственно. Стимулы, вызывающие эту реакцию, специфичны для каждого человека. Фриссон кратковременен, длится всего несколько секунд. Типичными стимулами являются громкие музыкальные фрагменты и фрагменты, такие как апподжиатуры и внезапные модуляции, которые нарушают определённый уровень музыкальных ожиданий. Хотя реакция обычно вызывается музыкальным опытом, это явление может быть вызвано также поэзией, видео, красотой природы ораторским искусством и занятиями наукой (в основном физикой и математикой). Во время фриссона на коже поясницы, плеч, шеи и/или рук ощущаются мурашки или покалывание. Ощущение мурашек иногда проявляется в виде серии «волн», быстро перемещающихся по спине, и обычно описывается как «мурашки вдоль позвоночника». Волосяные фолликулы также могут подвергаться пилоэрекции.
Установлено, что некоторые люди, испытывающие музыкальный фриссон, сообщают о снижении возбуждения при приеме налоксона (антагониста опиоидных рецепторов), что позволяет предположить, что музыкальный фриссон вызывает образование эндогенных опиоидных пептидов, аналогичных другим приятным ощущениям. Фриссон может усиливаться под воздействием амплитуды музыки и температуры окружающей среды.
Прохладные комнаты для прослушивания и кинотеатры могут усиливать ощущения.

## Причины

### Нарушения музыкального ожидания
Ритмические, динамические, гармонические и/или мелодические нарушения явных или неявных ожиданий человека ассоциируются с музыкальным фриссоном как предпосылкой. Экспериментально доказано, что громкие, очень высоко- или низкочастотные или быстро меняющиеся звуки (неожиданные гармонии, моменты модуляции, мелодические апподжиатуры) вызывают возбуждение вегетативной нервной системы (ВНС). Активация ВНС имеет устойчивую сильную корреляцию с фриссоном, а одно исследование показало, что антагонист опиоидов может блокировать музыкальный фриссон. Леонард B. Майер, выдающийся философ музыки, утверждает, что способность музыки вызывать эмоции у слушателя обусловлена её способностью оправдывать и разрушать ожидания.

### Танцевальные представления
Фриссон можно вызвать, наблюдая за танцевальным представлением, которое включает в себя как наблюдение за танцорами, так и прослушивание музыки, что соответствует сразу паре чувств: зрению и слуху, соответственно. Этот сценарий обеспечивает предпосылки для возникновения фриссона, однако не гарантирует его проявления.

### Эмоциональное воздействие
Фриссон также может быть продуктом эмоционального влияния. В контексте музыки эмоциональное воздействие включает в себя различные музыкальные средства, такие как тональность, ритм и текст, которые подразумевают эмоции, вызывая аналогичные эмоции у слушателя. В книге «Эмоциональная сила музыки: Междисциплинарные перспективы музыкального возбуждения, экспрессии и социального контроля» Стивен Дэвис предполагает, что «музыка экспрессивна, потому что мы воспринимаем её как представление типа походки, движения или поведения, которые могут быть признаками таких состояний, как счастье, грусть, гнев, дерзкая сексуальность и так далее».

### Окружающая среда и социальный контекст
Фриссон также может усиливаться под воздействием окружающей среды и социального контекста, в котором было прослушано произведение. Например, если вы слушаете саундтрек к фильму в кинотеатре, общая громкость и сюжет фильма создадут намеренный контекст, который, вероятно, вызовет более глубокие эмоциональные переживания у слушателя. Культура и национальность как самого произведения, так и композитора влияют на уровень испытываемого, и на то, возникает ли он вообще. Если человек хорошо знаком с музыкой, построенной на устоявшихся западных музыкальных традициях, отклонения нарушат его ожидания. Если же человек принадлежит к незападной культуре, отклонения от западных музыкальных традиций могут не оказать на него никакого влияния. Жанетт Бикнелл, пишущая для «Журнала исследований сознания», пишет: «Различные музыкальные культуры основаны на разных паттернах тональной и ритмической организации. Эти паттерны музыкальной структуры и значения являются социальными конструкциями, которые развились в ходе человеческой музыкальной традиции.»

## Нейронные субстраты
Экспериментальные исследования показали, что покалывание во время фриссона сопровождается повышенной электродермальной активностью (кожной проводимостью), которая опосредована активацией симпатической нервной системы, и что интенсивность покалывания положительно коррелирует с величиной симпатической активации. Фриссон также связан с мурашками, увеличением диаметра зрачка и физиологическим возбуждением, все из которых опосредованы активацией симпатической нервной системы.
С помощью нейровизуальных исследований выявлено, что интенсивность покалывания положительно коррелирует с величиной мозговой активности в определённых областях системы вознаграждения, включая прилежащее ядро, орбитофронтальную кору и инсулярную кору. Все три эти структуры мозга, предположительно, содержат гедонистический очаг — область мозга, которая отвечает за формирование познания удовольствия. Поскольку вызываемая музыкой эйфория может возникать без ощущения покалывания или мурашек, авторы одного обзора предположили, что эмоциональная реакция на неё может быть связана с симпатическим ответом, который переживается как ощущение легкого покалывания.